# Mustajärvi (Pajala socken, Norrbotten)
Mustajärvi är en sjö i Pajala kommun i Norrbotten och ingår i Torneälvens huvudavrinningsområde.